# Bombardeig de Barcelona (1691)
El Bombardeig de Barcelona de 1691 fou un dels episodis de la Guerra dels Nou Anys

## Antecedents
La Guerra dels Nou Anys va ser una guerra lliurada a Europa i Amèrica del 1688 al 1697, entre França i la Lliga d'Augsburg com a resistència a l'expansionisme francès al llarg del Rin, i per salvaguardar els resultats de la Revolució Gloriosa d'una possible restauració de Jaume II d'Anglaterra auspiciada pels francesos. L'escenari de guerra a Nord-amèrica, representat per colons francesos i anglesos, va ser conegut a les colònies angleses com la Guerra del rei Guillem. La guerra va començar amb la invasió francesa del Palatinat el 1688.
L'únic teatre d'operacions de la Guerra dels Nou Anys decisiu al continent europeu fou Catalunya. Les tropes espanyoles només podien oferir resistència, i els aliats eren incapaços de prestar suport suficient.

## El bombardeig
Els dies 10 i 11 de juliol de 1691 la ciutat de Barcelona patí un bombardeig de l'estol del Regne de França de vint-i-cinc galeres.

## Conseqüències
L'estol francès més tard bombardejaria Vinaròs i Peníscola, i finalment, del 23 al 27 de juliol, llançaren un terrible bombardeig sobre Alacant, el port més important del Regne de València.